# 亚美亚
亞美亞股份有限公司（Avaya Inc.，：AVYA），是一家專長於IP電話、客服中心、機動語音與資訊科技的電信公司。前身為朗訊科技下網路系統事業單元，於2000年10月2日分拆。截至2006年為止，公司約有20,000名僱員。亞美亞全球總部位於美國新澤西州的Basking Ridge。Donald K. Peterson為主席兼首席執行官。
亞美亞是國際足協2006年世界盃官方聚集通訊提供商。該公司也為足聯2002、2003世界盃提供了通訊網路。

## 西部電器根源
因為亞美亞是一個從朗訊科技分拆出來的公司，而朗訊本身是AT&T分拆出來的，亞美亞繼續製造知名的商用電話機型。這些電話機型在貝爾系統全盛時期相當受歡迎。亞美亞在該時期製造的機型包括2554牆上電話、2500系列桌上電話，這兩個都是西部電器廣為流傳的機型。
任一支亞美亞出產的電話都在什里夫波特工厂製造。該處是西部電器的前工廠，2001年終止運作。所有的亞美亞電話目前都境外製造。 
在亞美亞名字出現之前，亞美亞指的就是分手後AT&T與是AT&T網路系統的部份的代稱。

## 外部連結
- 亞美亞新聞室(英)（页面存档备份，存于）
- 亞美亞網站（页面存档备份，存于）
- 亞美亞英國站（页面存档备份，存于）
- BT（页面存档备份，存于） The only provider in the EMEA to hold Avaya Platinum partner status
- 亞美亞研發實驗室（页面存档备份，存于）